# 阿莱西奥·萨里
阿莱西奥·萨里（義大利語：Alessio Sarri，1973年7月6日—），意大利男子击剑运动员。他曾代表意大利参加2004年、2008年、2012年和2016年夏季残疾人奥林匹克运动会轮椅击剑比赛，获得一枚铜牌。